# Рабій Франц
о. Франц Рабі́й (19 лютого 1860, Рудники, тепер передмістя м. Мостиська) — 25 травня 1933, Самбір) — український греко-католицький священник і громадський діяч. Батько Юліяна Рабія, Михайла Рабія та Софії Рабій-Карпінської.

## Життєпис
Народився 19 лютого 1860 року в с. Рудники Мостиського повіту (тепер передмістя м. Мостиська).
Душпастирська праця священника Франца Рабія пов'язана із Самбором. 1884 року після висвячення отець Рабій став сотрудником і катехитом, а від 1908 року парохом і деканом Самбора (1910—1918).
Із перших років душпастирської роботи Франц Рабій досліджував історію Самбірської Чудотворної ікони. В монографії «Самбірська Богородиця» (Нью-Йорк, 1970) його син доктор Юліян Рабій писав:
| «В 1884 р. о. Франц Рабій віднайшов на стриху над захристією стару книжку з пожовклими сторінками формату письмового аркуша, з обкладинками, оправленими в телячу шкуру, де вписано чорнилом українською, а деякі польською мовами, в формі коротких записок хронікальних, чудесні оздоровлення прочан і ласки, що їх діставали вони від Богоматері за посередництвом Чудотворної ікони. В цій книжці була також єпископська грамота, списана чорнилом, гарним письмом, етимологією, українською мовою на твердому папері формату твердого аркуша. Це була оригінальна грамота єпископа Єроніма Устрицького з оригінальним підписом і печаткою, з датою 3 грудня 1727 року в монастирі св. Спаса, із заподанням чотирьох чудесних оздоровлень і вичисленням та описом надприродних явищ плачу Богородиці. Від 1884 року цю грамоту і хроніку переховувано в канцелярії парохіяльного уряду. Відпис цієї грамоти переслано Апостольській столиці і єпископському Ординаторіятові в Перемишлі в 1927 р. перед коронацією ікони». |
1885 року на підставі віднайдених документів о. Франц Рабій опублікував брошуру «Коротка історія чудотворної ікони Пречистої Діви Марії в парохіяльній церкві Самбірській».
1886 року він замовив у друкарні Миколи Джулинського в Перемишлі 1000 кольорових фотокопій Чудотворної ікони, а 1908 року видав друком друге доповнення брошури «Чудотворна ікона Пречистої Діви Марії в руській церкві в Самборі».
У цих дослідженнях о. Рабій наводить переказ-легенду про те, що ікону намалював на дошці з кипарисового дерева Св. Євангеліст Лука, а в Самбір її привезли зі Сходу два грецьких купці й залишили у паламаря, бо побачили, що тут «образ яснів мов зоря», і вони боялися брати його в дорогу. Він встановив, що старовинний образ залишив незнайомий подорожній купець у домі Йоана Стамовича, колишнього грецького купця, котрий поселився в Самборі. 1705 року від пошесті холери померла вся родина Стамовичів, залишилась лише сестра дружини Йоана, Олена Добрянська — і все майно по родині Стамовичів, разом з образом Самбірської Богородиці, перейшло у її власність. Після того, як на образі появилися криваві сльози, Олена Добрянська передала її 15 вересня 1727 року до старої Самбірської церкви Рождества Пречистої Діви Марії. Від цієї дати почалася писана історія Чудотворної ікони.
1910 року о. Франц Рабій замовив у знайомого маляра в Дрездені копію ікони. Маляр виконав копію з перемишльської фотокопії на полотні олійними фарбами. Розміри ікони відповідали оригіналу.
Копія від 1910 року зберігалися в приміщенні парохіяльного уряду, а під час храмового свята виставлялася на балконі церкви.
1915 року, під час Першої світової війни, Франц Рабій вивіз оригінал Самбірської Чудотворної ікони до Відня, щоби вберегти від пограбування російською армією. Після відходу московських військ він повернувся з іконою до Самбора.
Стараннями отця крилошанина Франца Рабія, 26—28 серпня 1928 року було проведено коронацію Чудотворної ікони. Цього ж року вийшла друком брошура «Історія Чудотворної ікони в Греко-Католицькій Церкві в Самборі».
Крім повсякденної опіки Чудотворною іконою, о. Рабій проводив організаційну роботу. 1898 року він запросив для відновлення церкви відомого маляра Корнила Устияновича, котрий намалював образи «Св. Андрій на Київській горі» (в головній наві справа), «Св. Миколай» (у вівтаря), «Св. Ольга» і «Св. Володимир Великий» (на лівій стіні), «Успення Богородиці» (у вівтарі).
1908 року відкрито пам'ятну таблицю в соту річницю з дня народження Маркіяна Шашкевича, на задньому фасаді церкви, 1912 року замінено передсінок на великий ґанок з балконом і тут розміщено відновлену різьблену фігуру Божої Матері, яку знайшов о. Рабій у дзвіниці, винесену отцями Бернардинами, цього ж року було проведено до церкви електричне освітлення.
Отець крилошанин Франц Рабій був співзасновником і членом перших українських товариств у Самборі — філії «Просвіти», «Української бесіди», «Української захоронки».
Франц Рабій побудував біля церкви два будинки — т. зв. вікарівку і дяківку, купив будинок для розміщення організованої ним дитячої захоронки, був членом комітету по спорудженню великих будинків — т. зв. «Ризниці» і «Народної торгівлі».